# San Juan de Razos
San Juan de Razos es una localidad del estado mexicano de Guanajuato. Es parte del municipio de Salamanca.

## Toponimia
El nombre «San Juan» hace referencia al santo patrono de la localidad: Juan el Bautista.

## Demografía
| Gráfica de evolución demográfica |
|                                  |

| Censo | Población |
| ----- | --------- |
| 1900  | 99        |
| 1910  | 111       |
| 1921  | 108       |
| 1930  | 187       |
| 1940  | 271       |
| 1950  | 340       |
| 1960  | 324       |
| 1970  | 559       |
| 1980  | 555       |
| 1990  | 761       |
| 2000  | 927       |
| 2010  | 957       |
| 2020  | 1 032     |